# Chalk Mark in a Rain Storm
Albums de Joni Mitchell
Dog Eat Dog
(1985) Night Ride Home
(1991)
Singles
1. My Secret Place
Sortie : Mars 1988

Chalk Mark in a Rain Storm est le treizième album studio de Joni Mitchell, sorti le 23 mars 1988.
Cet album comprend un certain nombre de duos avec des artistes tels que Peter Gabriel, Willie Nelson, Don Henley, Billy Idol ou encore Tom Petty. On y trouve également Wendy Melvoin et Lisa Coleman qui font les chœurs sur The Tea Leaf Prophecy (Lay Down Your Arms).

## Histoire
Début 1986, Joni Mitchell et Larry Klein visitent Ashcombe House, le studio d'enregistrement de Peter Gabriel, à Bath en Angleterre. Gabriel a presque terminé l'enregistrement de son album So, aussi propose-t-il à Mitchell et Klein d'utiliser son studio s'ils le souhaitent. Ils enregistrent donc My Secret Place, qui est un duo entre Mitchell et Gabriel. Joni déclare au magazine Musician : « Cette chanson parle d'un amour naissant, du début de l'intimité. C'est une chose que tout le monde partage et je voulais que ce soit comme dans le Cantique des Cantiques, que ça transcende le genre. Il s'agit de l'union spirituelle de deux personnes au début de leur relation. »
En février 1987, Mitchell voit Billy Idol interpréter sa chanson To Be a Lover lors des Grammy Awards. Elle trouve qu'il a su capter l'esprit original du rock 'n' roll en y ajoutant une étincelle d'énergie, et qu'il serait parfait pour faire une featuring sur Dancin' Clown. Quelques jours après les Grammy Awards, Idol se rend dans le studio de Mitchell et enregistre sa partie du morceau, y compris les jappements et les hurlements. Mitchell explique au magazine Maclean's : « Je l'ai utilisé pour le contraste qu'il donne au morceau. Ce petit caméo y apporte de la vie. ». Plus tard, Tom Petty enregistrera également un caméo sur ce titre.
Mitchell a déclaré à la journaliste Kristine McKenna, à propos de l'album : « J'ai découvert que lorsqu'on n'est plus focalisé sur la recherche d'un partenaire, se développe un sens plus aigu de la communauté, et je suis devenue un peu plus politique – mais pas trop quand même. ».

## Contenu
Les thèmes abordés sont le consumérisme (Number One), la destruction de la culture amérindienne (Lakota) ou encore la pollution de l'eau (Cool Water). Ce dernier titre est une réécriture de la chanson de Bob Nolan.
The Reoccurring Dream est un titre construit à partir de samples de publicités télévisées que Mitchell a enregistrées sur magnétoscope pendant deux semaines.
La guerre est également traitée dans deux chansons : The Tea Leaf Prophecy (Lay Down Your Arms) raconte la rencontre des parents de Mitchell durant la Seconde Guerre mondiale, après une lecture prophétique dans des feuilles de thé, et The Beat of Black Wings parle d'un vétéran de la Guerre du Viêt Nam, du nom de Killer Kyle, qui a du mal à supporter le bruit des hélicoptères.
Enfin, les titres My Secret Place, Snakes and Ladders et Dancin' Clown parlent du sentiment amoureux.

## Réception
L'album s'est classé 45e au Billboard 200.
En 1989, Joni Mitchell a été nommée aux Grammy Awards dans la catégorie « meilleure chanteuse pop » mais a perdu face à Tracy Chapman.

## Liste des titres
Toutes les chansons sont écrites et composées par Joni Mitchell, sauf mention contraire.
| 1. | My Secret Place (avec Peter Gabriel)         |                            | 5:01 |
| 2. | Number One                                   |                            | 3:46 |
| 3. | Lakota (avec Don Henley)                     | Joni Mitchell, Larry Klein | 6:25 |
| 4. | The Tea Leaf Prophecy (Lay Down Your Arms)   | Joni Mitchell, Larry Klein | 4:49 |
| 5. | Dancin' Clown (avec Billy Idol et Tom Petty) |                            | 4:09 |

| 1. | Cool Water (avec Willie Nelson)         | Joni Mitchell, Bob Nolan   | 5:25 |
| 2. | The Beat of Black Wings                 |                            | 5:19 |
| 3. | Snakes and Ladders (avec Don Henley)    | Joni Mitchell, Larry Klein | 5:37 |
| 4. | The Reoccurring Dream                   | Joni Mitchell, Larry Klein | 3:02 |
| 5. | A Bird That Whistles (Corrina, Corrina) |                            | 2:38 |

## Personnel
- Joni Mitchell : chant, guitare, claviers, Programmation de la batterie (7, 8)
- Peter Gabriel : Chant (1)
- Iron Eyes Cody : chant (3)
- Billy Idol : chant (5)
- Tom Petty : chant (5)
- Willie Nelson : chant (6)
- Michael Landau : guitare (3-5, 6, 8, 9), chœurs (5)
- Steve Stevens : guitare solo (5)
- Larry Klein : basse, claviers (1, 3, 4, 8), congas (6), programmation, chœurs (5)
- Steven Lindsey : orgue (2)
- Wayne Shorter : saxophones (10)
- Manu Katché : batterie, percussions, Talking drum (1, 7), caisse claire (2), chœurs
- Thomas Dolby : marimba (5)
- Benjamin Orr : chœurs (1, 7)
- Don Henley : chœurs (3, 8)
- Lisa Coleman, Wendy Melvoin : Chœurs (4)
- Julie Last : Chœurs (5)